# Репатріація
Репатріа́ція — повернення на батьківщину, з поновленням їх громадянських прав, військовополонених та цивільних осіб, які під час війни опинилися за межами своєї країни та перебували тривалий час поза батьківщиною. Особливого політичного змісту набув термін «репатріація» стосовно повернення політичних емігрантів до країни їх походження.

## Часи Першої світової війни
У 1918-1919 роках, після завершення Першої світової війни репатріювалися спонтанно та через українські консульства українці з Росії до України, а західні українці, вивезені насильно в глиб Росії чи як полонені, до Західної України. У 1920-1921 роках уряд УРСР уклав з сусідніми державами ряд угод про репатріацію громадян УРСР. У всіх випадках ішлося про добровільну репатріацію, хоч представники СРСР намагалися вести агітацію за репатріацію головно у таборах інтернованих вояків Армії УНР у Польщі з обіцянкою помилування і повернення громадських прав. Те саме робили польські представники у таборах інтернованих вояків УГА у Чехословаччині. Деяка частина українських втікачів і вояків повернулася до УРСР або до Польщі.
Так, згідно з Ризьким мирним договором 1921 року, право репатріації до Другої Польської Республіки отримали біженці Першої світової війни з т.зв. Східних Кресів (Західна Україна та Західна Білорусь), серед них і родина майбутнього Нобелівського лауреата Саймона (Семена, Шимена) Кузнеця. 1922 року родина Кузнеців залишила УСРР (СРСР ще не існував, його було утворено 30 грудня 1922 року), і виїхала з Харкова до Варшави.

## Часи Другої світової війни
Репатріація українців стала гостро актуальною після закінчення Другої світової війни, внаслідок якої 2-3 млн українців опинилися на території колишнього німецького Рейху та інших західних країн (див. Еміграція). Згідно з міжальянтськими угодами (Потсдам та ін.) всі чужинці мали репатріюватися до своїх країн. У результаті заходів представництв політичних емігрантів зі Східної Європи та під тиском світової громадської думки застосовано принципі добровільності щодо репатріації людей з підкомуністичних країн, за винятком воєнних злочинців, яких видавали країні, що висувала право юрисдикції над ними. Радянські та інші східно-європейські уряди створили цілу мережу репатріаційних комісій з військовим та розвідувальним персоналом. Вони довільно інтерпретували угоди про добровільність репатріації та так звані військові злочини. Доходило до трагічних випадків насильного вивезення, у тому числі і до самогубств, переміщених осіб з Німеччини й Австрії, особливо колишніх членів військових частин німецької армії (власовці, Українське Визвольне Військо тощо), наприклад, у Кемптені, Дахаві. У 1946-49 роках  радянські представники в ООН часто домагалися примусової репатріації усіх громадян комуністичних країн. Репатріації закінчилася, за деякими винятками, у 1947—48 роках. Частково репатріювалася у повоєнні роки і міжвоєнна заробітчанська еміграція з Франції і з Аргентини.

## Інші фактори
Репатріацією іноді називають також обмін населенням внаслідок зміни кордонів, наприклад, польсько-радянських та чехословацько-радянських у 1945—46. Цей обмін (у випадку українців у Польщі більше примусовий, ніж добровільний) охопив близько півмільйона українців, які переїхали до УРСР. У 1950-х роках частина українців Пряшівщини (6-8000), що виїхали по війні до УРСР, домоглися поновної репатріації до Чехословаччини, як і окремим українцям з теперішньої польської території вдалося залишити СРСР під різними приводами.
Репатріацією також може називатися добровільне повернення емігрантів до своєї етнічної батьківщини.